# Bedřiška Vilemína Pruská
Bedřiška Vilemína Pruská (celým jménem Bedřiška Vilemína Luisa Pruská, 30. září 1796, Berlín – 1. ledna 1850, Dessau) byla dcerou Ludvíka Karla Pruského a Frederiky Meklenbursko-Střelické a členkou rodu Hohenzollernů. Sňatkem s Leopoldem IV. Anhaltským se stala anhaltsko-desavskou vévodkyní.

## Rodina
Bedřiška se narodila jako nejmladší dítě, jediná dcera Ludvíka Karla Pruského a jeho manželky Frederiky Meklenbursko-Střelické. Její otec byl nejmladším synem krále Fridricha Viléma II. Díky dalším manželstvím své matky měla Bedřiška mnoho nevlastních sourozenců, včetně Jiřího V. Hannoverského.

## Manželství a potomci
18. dubna 1818 se Bedřiška Vilemína v Berlíně provdala za Leopolda IV. Anhaltského. Zasnoubeni byli už od 17. května 1816, sňatek byl sjednán pruským dvorem. Toto spojení bylo vyjádřením Leopoldovy pro-pruské politiky.
Bedřiška Vilemína měla s Leopoldem šest dětí:
| Jméno                   | Narození           | Úmrtí             | Poznámky                                                      |
| ----------------------- | ------------------ | ----------------- | ------------------------------------------------------------- |
| Bedřiška Amálie Augusta | 28. listopadu 1819 | 11. prosince 1822 |                                                               |
| Anežka                  | 24. června 1824    | 23. října 1897    | 28. dubna 1853 se provdala za Arnošta I. Sasko-Altenburského. |
| Syn                     | 3. srpna 1825      | 3. srpna 1825     | Buď se narodil mrtvý nebo zemřel krátce po narození.          |
| Syn                     | 3. listopadu 1827  | 3. listopadu 1827 | Buď se narodil mrtvý nebo zemřel krátce po narození.          |
| Fridrich I. Anhaltský   | 29. dubna 1831     | 24. ledna 1904    | 22. dubna 1854 se oženil s Antonií Sasko-Altenburskou.        |
| Marie Anna              | 14. září 1837      | 12. května 1906   | 29. listopadu 1854 se provdala za Fridricha Karla Pruského.   |

Bedřiška zemřela 1. ledna 1850 v Dessau jako třiapadesátiletá. Manžel Leopold ji přežil o 21 let, zemřel 22. května 1871.

## Tituly a oslovení
- 30. září 1796 – 18. dubna 1818: Její Královská Výsost princezna Bedřiška Vilemína Pruská
- 18. dubna 1818 - 1. ledna 1850: Její Královská Výsost anhaltsko-desavská vévodkyně
- 27. listopadu 1847 - 1. ledna 1850: Její Královská Výsost anhaltsko-köthenská vévodkyně

## Vývod z předků
|                          |                                                            |  |                                |                                                                    |  |  |  |  |  |  |  | Fridrich Vilém I. Pruský |
|                          |                                                            |  |                                |                                                                    |  |  |  |  |  |  |  |                          |
|                          | August Vilém Pruský                                        |  |                                |                                                                    |  |  |  |  |  |  |  |                          |
|                          |                                                            |  |                                |                                                                    |  |  |  |  |  |  |  |                          |
|                          |                                                            |  |                                | Žofie Dorotea Hannoverská                                          |  |  |  |  |  |  |  |                          |
|                          |                                                            |  |                                |                                                                    |  |  |  |  |  |  |  |                          |
|                          | Fridrich Vilém II.                                         |  |                                |                                                                    |  |  |  |  |  |  |  |                          |
|                          |                                                            |  |                                |                                                                    |  |  |  |  |  |  |  |                          |
|                          |                                                            |  |                                | Ferdinand Albrecht II. Brunšvický                                  |  |  |  |  |  |  |  |                          |
|                          |                                                            |  |                                |                                                                    |  |  |  |  |  |  |  |                          |
|                          | Luisa Amálie Brunšvicko-Wolfenbüttelská                    |  |                                |                                                                    |  |  |  |  |  |  |  |                          |
|                          |                                                            |  |                                |                                                                    |  |  |  |  |  |  |  |                          |
|                          |                                                            |  |                                | Antonie Amálie Brunšvicko-Wolfenbüttelská                          |  |  |  |  |  |  |  |                          |
|                          |                                                            |  |                                |                                                                    |  |  |  |  |  |  |  |                          |
|                          | Ludvík Karel Pruský                                        |  |                                |                                                                    |  |  |  |  |  |  |  |                          |
|                          |                                                            |  |                                |                                                                    |  |  |  |  |  |  |  |                          |
|                          |                                                            |  |                                | Ludvík VIII. Hesensko-Darmstadtský                                 |  |  |  |  |  |  |  |                          |
|                          |                                                            |  |                                |                                                                    |  |  |  |  |  |  |  |                          |
|                          | Ludvík IX. Hesensko-Darmstadtský                           |  |                                |                                                                    |  |  |  |  |  |  |  |                          |
|                          |                                                            |  |                                |                                                                    |  |  |  |  |  |  |  |                          |
|                          |                                                            |  |                                | Šarlota z Hanau-Lichtenbergu                                       |  |  |  |  |  |  |  |                          |
|                          |                                                            |  |                                |                                                                    |  |  |  |  |  |  |  |                          |
|                          | Frederika Luisa Hesensko-Darmstadtská                      |  |                                |                                                                    |  |  |  |  |  |  |  |                          |
|                          |                                                            |  |                                |                                                                    |  |  |  |  |  |  |  |                          |
|                          |                                                            |  |                                | Kristián III. Falcko-Zweibrückenský                                |  |  |  |  |  |  |  |                          |
|                          |                                                            |  |                                |                                                                    |  |  |  |  |  |  |  |                          |
|                          | Karolína Falcko-Zweibrückenská                             |  |                                |                                                                    |  |  |  |  |  |  |  |                          |
|                          |                                                            |  |                                |                                                                    |  |  |  |  |  |  |  |                          |
|                          |                                                            |  |                                | Karolína Nasavsko-Saarbrückenská                                   |  |  |  |  |  |  |  |                          |
|                          |                                                            |  |                                |                                                                    |  |  |  |  |  |  |  |                          |
| Bedřiška Vilemína Pruská |                                                            |  |                                |                                                                    |  |  |  |  |  |  |  |                          |
|                          |                                                            |  |                                |                                                                    |  |  |  |  |  |  |  |                          |
|                          |                                                            |  | Adolf Bedřich II. Meklenburský |                                                                    |  |  |  |  |  |  |  |                          |
|                          |                                                            |  |                                |                                                                    |  |  |  |  |  |  |  |                          |
|                          | Karel Ludvík Fridrich Meklenbursko-Střelický               |  |                                |                                                                    |  |  |  |  |  |  |  |                          |
|                          |                                                            |  |                                |                                                                    |  |  |  |  |  |  |  |                          |
|                          |                                                            |  |                                | Kristýna Emílie Schwarzbursko-Sondershausenská                     |  |  |  |  |  |  |  |                          |
|                          |                                                            |  |                                |                                                                    |  |  |  |  |  |  |  |                          |
|                          | Karel II. Meklenbursko-Střelický                           |  |                                |                                                                    |  |  |  |  |  |  |  |                          |
|                          |                                                            |  |                                |                                                                    |  |  |  |  |  |  |  |                          |
|                          |                                                            |  |                                | Arnošt Fridrich I. Sasko-Hildburghausenský                         |  |  |  |  |  |  |  |                          |
|                          |                                                            |  |                                |                                                                    |  |  |  |  |  |  |  |                          |
|                          | Alžběta Sasko-Hildburghausenská                            |  |                                |                                                                    |  |  |  |  |  |  |  |                          |
|                          |                                                            |  |                                |                                                                    |  |  |  |  |  |  |  |                          |
|                          |                                                            |  |                                | Žofie Albertina z Erbachu                                          |  |  |  |  |  |  |  |                          |
|                          |                                                            |  |                                |                                                                    |  |  |  |  |  |  |  |                          |
|                          | Frederika Meklenbursko-Střelická                           |  |                                |                                                                    |  |  |  |  |  |  |  |                          |
|                          |                                                            |  |                                |                                                                    |  |  |  |  |  |  |  |                          |
|                          |                                                            |  |                                | Ludvík VIII. Hesensko-Darmstadtský                                 |  |  |  |  |  |  |  |                          |
|                          |                                                            |  |                                |                                                                    |  |  |  |  |  |  |  |                          |
|                          | Jiří Vilém Hesensko-Darmstadtský                           |  |                                |                                                                    |  |  |  |  |  |  |  |                          |
|                          |                                                            |  |                                |                                                                    |  |  |  |  |  |  |  |                          |
|                          |                                                            |  |                                | Šarlota z Hanau-Lichtenbergu                                       |  |  |  |  |  |  |  |                          |
|                          |                                                            |  |                                |                                                                    |  |  |  |  |  |  |  |                          |
|                          | Frederika Hesensko-Darmstadtská                            |  |                                |                                                                    |  |  |  |  |  |  |  |                          |
|                          |                                                            |  |                                |                                                                    |  |  |  |  |  |  |  |                          |
|                          |                                                            |  |                                | Kristián Karel Leiningensko-Dachsbursko-Falkenbursko-Heidesheimský |  |  |  |  |  |  |  |                          |
|                          |                                                            |  |                                |                                                                    |  |  |  |  |  |  |  |                          |
|                          | Marie Luisa Albertina Leiningensko-Falkenbursko-Dagsburská |  |                                |                                                                    |  |  |  |  |  |  |  |                          |
|                          |                                                            |  |                                |                                                                    |  |  |  |  |  |  |  |                          |
|                          |                                                            |  |                                | Kateřina Polyxena Solms-Rödelheimská                               |  |  |  |  |  |  |  |                          |
|                          |                                                            |  |                                |                                                                    |  |  |  |  |  |  |  |                          |